# Badepalle
Badepalle là một thị trấn thống kê (census town) của quận Mahbubnagar thuộc bang Andhra Pradesh, Ấn Độ.

## Nhân khẩu
Theo điều tra dân số năm 2001 của Ấn Độ, Badepalle có dân số 29.822 người. Phái nam chiếm 51% tổng số dân và phái nữ chiếm 49%. Badepalle có tỷ lệ 67% biết đọc biết viết, cao hơn tỷ lệ trung bình toàn quốc là 59,5%: tỷ lệ cho phái nam là 75%, và tỷ lệ cho phái nữ là 58%. Tại Badepalle, 13% dân số nhỏ hơn 6 tuổi.